# Guillermo Douglas
Guillermo Rafael Douglas Sabattini  (Paysandú, 24 de octubre de 1909-1967) fue un deportista uruguayo que compitió en remo. Participó en los Juegos Olímpicos de Los Ángeles 1932, obteniendo una medalla de bronce en la prueba de scull individual.

## Trayectoria
Comenzó su carrera deportiva en 1924 en el club de remo en su ciudad Paysandú. En 1925, con solo 15 años de edad, participó en la regata de resistencia Colón-Paysandú después de iniciar el remo competitivo y capacitado en la capital Montevideo. En 1931, ganó las scull individual en el primer Campeonato de Remo del Sur de Estados Unidos en la bahía de Montevideo.
Obtuvo un nuevo éxito en 1935 en el 2.º Campeonato Sudamericano en Río de Janeiro, consiguiendo una medalla de plata. Además fue múltiple campeón nacional y ganó numerosas competiciones en las aguas de los ríos Tigre, Luján y La Plata en Argentina. En 1997, la oficina de correos de Uruguay emitió una estampilla conmemorativa de su logro.

## Palmarés internacional
| Juegos Olímpicos | Juegos Olímpicos             | Juegos Olímpicos  | Juegos Olímpicos |
| Año              | Lugar                        | Medalla           | Prueba           |
| ---------------- | ---------------------------- | ----------------- | ---------------- |
| 1932             | Los Ángeles (Estados Unidos) | Medalla de bronce | Scull individual |